# Cristina Jiménez Moreta
Cristina Jiménez Moreta (Equador, 1984) és una activista pels drets de les persones migrades als Estats Units, d'origen equatorià. El 2018 va ser reconeguda com una de les 100 persones més influents segons la Revista Time.
Va néixer a Quito, els seus pares eren un paleta i una estilista de bellesa; als 13 anys es va traslladar amb la família als Estats Units. Als 16 anys es va assabentar que estava impossibilitada d'estudiar la Universitat als Estats Units perquè no tenia els documents necessaris. El 2008 va crear la xarxa de joves i famílies d'immigrants més gran del país, amb presència a 18 estats, que va desembocar a la fundació de l'organització United We Dream, des d'on va promoure lleis com l'Acció Diferida per als Arribats a la Infància, o DACA per les sigles en anglès.
Va obtenir el seu títol a Ciències Polítiques i Negocis de Queens College. Després va realitzar el seu màster en Anàlisi Polític i Administració Pública al Baruch College. El 2017 va rebre una beca de la Fundació MacArthur. El 2018 va ser reconeguda per la Revista Time com una de les 100 persones més influents de l'any.